# 高尾楓弥
高尾 楓弥（たかお ふみや、2004年10月3日 - ）は、日本の歌手、ダンサー、ラッパー、俳優。
静岡県三島市出身で、スターダストプロモーション第一事業部に所属し、10人組ダンス&ボーカルグループ・ BUDDiiSのラッパー、ダンサーとして活動している。
実兄は、5人組ダンス＆ボーカルグループ・ONE N' ONLYの高尾颯斗。

## 略歴
2004年に静岡県三島市で生まれる。実兄はダンス＆ボーカルグループONE N’ ONLYのメンバー・HAYATO（高尾颯斗）であり、高尾は幼少期より兄の影響でダンスに親しんだとされる。2010年代後半にスターダストプロモーションに加入し、同事務所の若手男性アーティスト集団EBiDANで活動を開始した。
高校生だった2020年9月、スターダスト発の「DIY」ダンス＆ボーカルグループとしてBUDDiiSが結成され、FUMIYA名義でメンバーに加わった。2020年9月23日、兄が所属するONE N’ ONLYのオンラインライブにBUDDiiSとして初出演し、グループ初のパフォーマンスを披露する。以降、本格的な芸能活動を開始し、2021年5月にはBUDDiiSの楽曲「CLICK ME」でCDデビューを果たした。
グループ活動と並行して個人での出演も始め、2021年7月に舞台『俺たち、ヤンキー王!? -本能寺の変!?-』に野瀬勇馬（BUDDiiS）とともに出演し、俳優デビューを飾った。2022年にはファッション誌『BOYS FILE Vol.08』やポーズ集書籍『だらっとしたポーズカタログ６ 男子高校生たちの放課後』へのモデル起用など、雑誌媒体にも登場した。
2023年、映画初出演となる青春ダンス映画『バトルキング！！Weʼll rise again-』に出演。主人公の仲間となる直江龍之介役を演じ、劇中で兄の高尾颯斗（HAYATO）と初の兄弟共演を果たした。同作はEBiDAN所属メンバー16名が参加したことでも話題となり、高尾も俳優として注目を集めるきっかけとなった。2023年11月にはいきものがかりの楽曲「ときめき」およびSano ibukiの楽曲「久遠」のミュージックビデオに立て続けに出演。またグループとしてニッポン放送『BUDDiiSのオールナイトニッポンX』のパーソナリティを担当し（8月17日放送）、バラエティ分野ではUHA味覚糖の公式YouTube企画「高尾楓弥のめざせ！最強のグミニスト！利きグミチャレンジ！！」に出演するなど活動の幅を広げた。
2024年5月、人気漫画を原作とする舞台『パリピ孔明』でラッパーのKABE太人役に抜擢され、東京・大阪公演に出演。7月にはリーディング公演のホラー劇『親指さがし』に出演し、朗読劇に初挑戦した。映像作品では、日本テレビプラスのドラマ『マーダーミステリーShowcase～5人の証言～』に双見役で出演（11月3日・12月8日放送）。またテレビ朝日系オムニバスドラマ『民王R』第5話（11月19日放送）にも出演し、深夜ドラマながら演技の幅を見せた。さらにフジテレビのショートドラマ企画「#だってヒロインじゃない」では、『美容男子』編に出演し、Web配信で新たなファン層を獲得した。映画では、松田凌主演の舞台的映画シリーズ第2弾『追想ジャーニー リエナクト』にて主人公の息子・零士役を演じ、父親役の松田凌や樋口幸平らとの共演が実現した。同作は2024年10月18日に劇場公開され、高尾は物語の重要な鍵を握る若者役として存在感を示している。
2025年に入ると、前年に続いて映画『BATTLE KING!! Map of The Mind -序奏- / -終奏-』に直江龍之介役で出演。前編が2月14日、後編が3月14日に連続公開され、高尾は引き続き主要キャストの一員を務めた。このシリーズでは実兄・高尾颯斗との兄弟役での再共演が話題となり、公開に合わせたインタビューで「感情をむき出しにした兄の演技にグッときた」と述べて兄弟の絆を語っているという。一方、モデル・タレント活動でも2025年3月に京セラドーム大阪で開催された大型ファッションイベント「KANSAI COLLECTION 2025 S/S」に出演し、ランウェイを歩んだ。さらにTBSの情報バラエティ番組『よるのブランチ』に2024年から複数回ゲスト出演し、2025年1月と3月放送回ではグループメンバーと共に最新トレンド紹介企画に参加するなどテレビ番組への露出も増加している。

## 人物
高尾楓弥は明るく親しみやすいキャラクターで、グループ最年少ながらしっかり者としてメンバーやファンに愛されている。実兄がONE N’ ONLYのHAYATOであることから「高尾兄弟」としても知られ、2022年には日本テレビ系ダンスコンテスト番組『THE DANCE DAY』に兄弟ペアで出場。目隠しをして踊る「目隠しダンス」に挑戦し、一次予選を突破して朝の情報番組『ZIP!』で紹介されるなど大きな話題を呼んだ。兄の颯斗とはお互いに「はやちん」「ふみ」と愛称で呼び合うほど仲が良く、共演の機会には互いに刺激を受け合っているという。
趣味・嗜好の面ではグミ菓子への強いこだわりが特筆される。公式プロフィールでも趣味は「新作グミの探求と分析」、特技は「利きグミ」（目隠しでグミの銘柄を当てること）と公言しており、自他共に認める大のグミ好きである。お菓子メーカーのUHA味覚糖とコラボした企画動画に出演してグミ愛を披露するなど、“最強のグミニスト（グミ愛好家）”としてのキャラクターが定着している。このユニークな嗜好からファンからは「グミに愛された男」と称されることもあり、自身のSNSアカウントでも新作グミを紹介するなど発信を行っている。また、グループのラジオ配信番組・No BUDDiiS でも「FUMIYAのグミや」というコーナーを設けてメンバーとグミニケーションを取っている。
ダンスに関しては幼少より培った確かな実力を持ち、BUDDiiSでは主にラップとダンスを担当する。身長165cmと小柄ながらキレのあるダンスパフォーマンスでステージを所狭しと駆け回り、そのエネルギッシュな表現力に定評がある。振付師としての経験も豊富な兄から刺激を受けており、リーダーのFUMINORIと共に振付を手掛けることも多く、
ライブでは演出も手がけている
。2024年には、BUDDiiSと同じくEBiDAN(恵比寿学園男子部)に所属するダンス＆ボーカルグループ・Lienelの楽曲「ギラサマ」の振付を担当した。また、初挑戦の演技の場でも臆せず挑戦するチャレンジ精神の持ち主で、監督や共演者からは「のみ込みが早く、役に真摯に向き合う新人」と評価されている。好きなアニメ・映画から演技のヒントを得ることも多く、公言する趣味のアニメ鑑賞は演技力向上にも役立っていると語っている。

## 出演

### テレビドラマ
- マーダーミステリーShowcase～5人の証言～（2024年11月3日・12月8日、日テレプラス） - 双見 役[11]
- 民王R 第5話 （2024年11月19日、テレビ朝日）[4]
- ＃だってヒロインじゃない（2024年12月24日、フジテレビ）[4]
- ひとりでしにたい（2025年、NHK総合テレビ） - 泉 龍之介 役[29]

### バラエティ
- THE DANCE DAY（2022年4月22日、日本テレビ）[21]
- UHA味覚糖 「高尾楓弥のめざせ！最強のグミニスト！利きグミチャレンジ！！」（2023年5月19日・6月16日、YouTube）[30][31]
- グミの日前夜祭「直前グミニケーションライブ」（2023年9月2日、Instagramライブ）[32]
- よるのブランチ（2024年8月14日・12月4日・2025年1月8日・3月5日、TBS）[17][18]
- UHA味覚糖「高尾楓弥がUHA味覚糖にグミの疑問をぶつける！」 (2024年8月23日)[33]
- UHA味覚糖「高尾楓弥が新作グミをいち早く試食！」（2024年9月11日）[34]
- 大切なことはすべてアニメが教えてくれた（2024年9月26日、TBS）[35]
- 『その道のプロが選ぶ本当の No.1「プロフェッショナルランキング」』KING OF DANCE（2025年2月10日、TBS）[36]
- 音楽の日2025（2025年7月19日、TBS）[37]
- アミュ★活（2025年8月2日、TOKYO MX）[38]

### 映画
- バトルキング！！-Weʼll rise again-（2023年3月10日） - 直江 龍之介 役 [39][5][6]
  - BATTLE KING!! Map of The Mind -序奏・終奏-（2025年2月14日・3月14日）[15]
- 追想ジャーニー リエナクト（2024年10月18日） - 零士 役[12][13][14]

### WEB
- #だってヒロインじゃない 『美容男子』（2024年7月19日～、フジテレビ公式ショートドラマ）[4]

### 舞台
- 俺たち、ヤンキー王!? -本能寺の変!?-（2021年7月14日 - 24日、 R’sアートコート）[4]
- パリピ孔明（2024年5月3日 - 6日、天王洲 銀河劇場 / 5月10日・11日、サンケイホールブリーゼ） - KABE 太人 役[9]
- リーディングホラー「親指さがし」（2024年7月6日、シアター1010）[10]
- マーダーミステリーShowcase～5人の証言～ （2025年1月17日 - 19日、全電通労働会館）[40]
- ROOM 2025（2025年7月3日、シアターサンモール）[41]

### ラジオ
- BUDDiiSのオールナイトニッポンX （クロス）（2023年8月17日、ニッポン放送）[4]

### CM
- 「アリナミンメディカルバランス（ソーダ風味）」（2024年9月 - 、アリナミン製薬）[42]

### MV
- いきものがかり「ときめき」（2023年11月21日）[43]
- Sano ibuki「久遠」（2023年11月24日）[44]

### イベント
- NxT Treasure 2023 Winter Collection（12月21日、山野ホール）[45]
- KANSAI COLLECTION 2025 SPRING & SUMMER（2025年3月2日、京セラドーム大阪）[16]

### 雑誌
- BOYS FILE Vol.08 DATE（2022年2月25日、ロックスエンタテインメント）[46]
- だらっとしたポーズカタログ6 男子高校生たちの放課後（2022年8月26日、株式会社マール社）[47]
- JUNON 2023年10月号・12月号（2023年8月22日・10月20日、主婦と生活社）[48][49]
- GIANNA BOYFRIEND #03（2023年12月15日、ナンバーセブン）[50]
- NxT-Treasure vol.5（2024年1月24日）[51]
- mini 2024年4月号（2024年3月12日、宝島社）[52]
- GIANNA BOYFRIEND #06（2024年10月29日、ナンバーセブン）[53]
- GIANNA Plus #02（2024年12月11日、ナンバーセブン）[54]
- TVガイドAlpha EPISODE HHHH 2025年2月号（2024年12月24日、東京ニュース通信社）[55]
- CINEMA SQUARE vol.151（2025年1月4日、日之出出版）[56]
- awesome!Plus Vol.35（2025年1月6日、シンコーミュージック・エンタテインメント）
- JUNON 3・4月号（2025年1月22日、主婦と生活社）[57]
- メンズユニット vol.20（2025年1月24日、秀麗出版）
- TV LIFE 2025 No.3（2025年1月29日、ワン・パブリッシング）[58]
- TVガイド 令和7年2月14日号（2025年2月5日、東京ニュース通信社）[59]
- awesome!Plus Vol.36（2025年2月27日、シンコーミュージック・エンタテインメント）
- CHEER Vol.55（2025年3月1日、宝島社）[60]
- BoyAge-ボヤージュ- vol.26（2025年3月13日、KADOKAWA）[61]
- 月刊ザテレビジョン 2025年5月号（2025年3月24日、KADOKAWA）[62]
- 月刊ザテレビジョン 2025年6月号（2025年4月24日、KADOKAWA）[63]
- 女性セブン 2025年7月17日号（2025年7月3日、小学館）[64]

### モデル
- My Sugar Babe（2022年7月）[4]
- 「ROMANTIC CROWN」＆「TARGETTO」 ブランドシーズンジャパンビジュアルモデル（2023年9月）[65]
- 「FREAK'S STORE × 日本グミ協会」 コラボ企画（2024年）[66]
- 一番くじ カンロ ピュレグミ～𝒔𝒘𝒆𝒆𝒕 𝒈𝒖𝒎𝒎𝒚＆𝒄𝒂𝒏𝒅𝒚～（2025年8月）[67]